# Live at the Lyceum Ballroom 1984
Live at the Lyceum Ballroom 1984 – koncertowy album zespołu The Heartbreakers nagrany 25 marca 1984 w londyńskim Lyceum Ballroom. Wydany w 1985 na rynku brytyjskim przez wytwórnię ABC Records (jako Johhny Thunders and the Heartbreakers).

## Lista utworów
1. "Pipeline" (Brian Carman/Bob Spickard) – 2:28
2. "Personality Crisis" (David Johansen/Johnny Thunders) – 2:56
3. "One Track Mind" (Walter Lure) – 3:34
4. "Too Much Junkie Business" (Walter Lure/Johnny Thunders) – 2:52
5. "Do You Love Me?" (Berry Gordy Jr.) – 2:05
6. "Just Because I’m White" (Johnny Thunders) – 3:47
7. "Copy Cat" (Johnny Thunders) – 1:33
8. "Baby Talk" (Johnny Thunders) – 1:42
9. "Born to Lose" (Johnny Thunders) – 2:38
10. "All By Myself" (Jerry Nolan/Walter Lure) – 2:35
11. "In Cold Blood" (Johnny Thunders) – 2:16
12. "Seven Day Weekend" (Doc Pomus/Mort Shuman) – 2:17
13. "So Alone" (Johnny Thunders) – 7:57

## Skład
- Johnny Thunders – wokal, gitara
- Walter Lure – gitara, wokal
- Billy Rath – gitara basowa
- Jerry Nolan – perkusja